# 长须干马乡
长须干马乡，是中华人民共和国四川省甘孜藏族自治州石渠县下辖的一个乡镇级行政单位。

## 行政区划
长须干马乡下辖以下地区：
同呷村、莫日村、领多村、阿都村、热乌村和地香村。